# 轉子機械

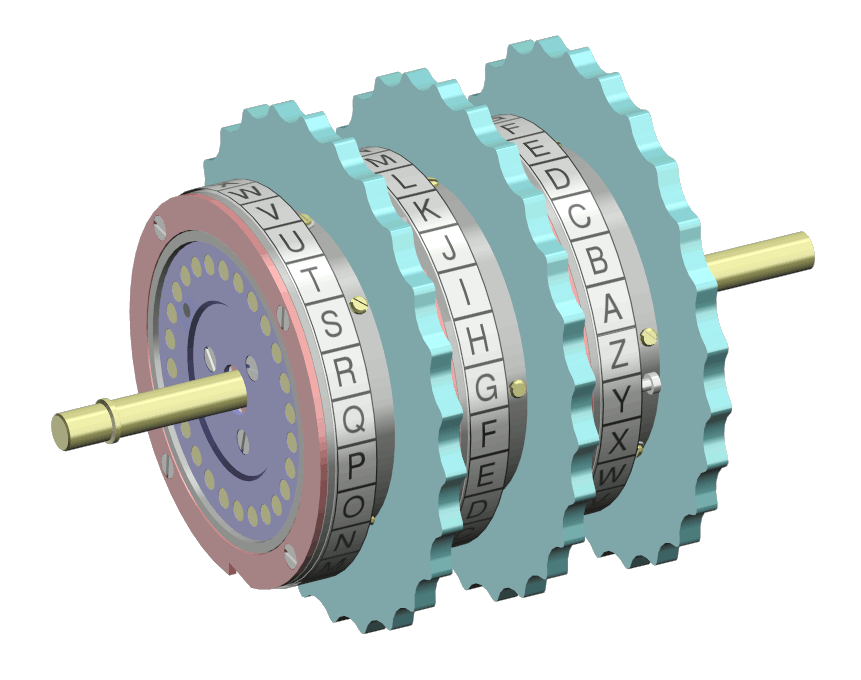
三個轉子構造的Enigma機，是德軍在第二次世界大戰使用的密碼機

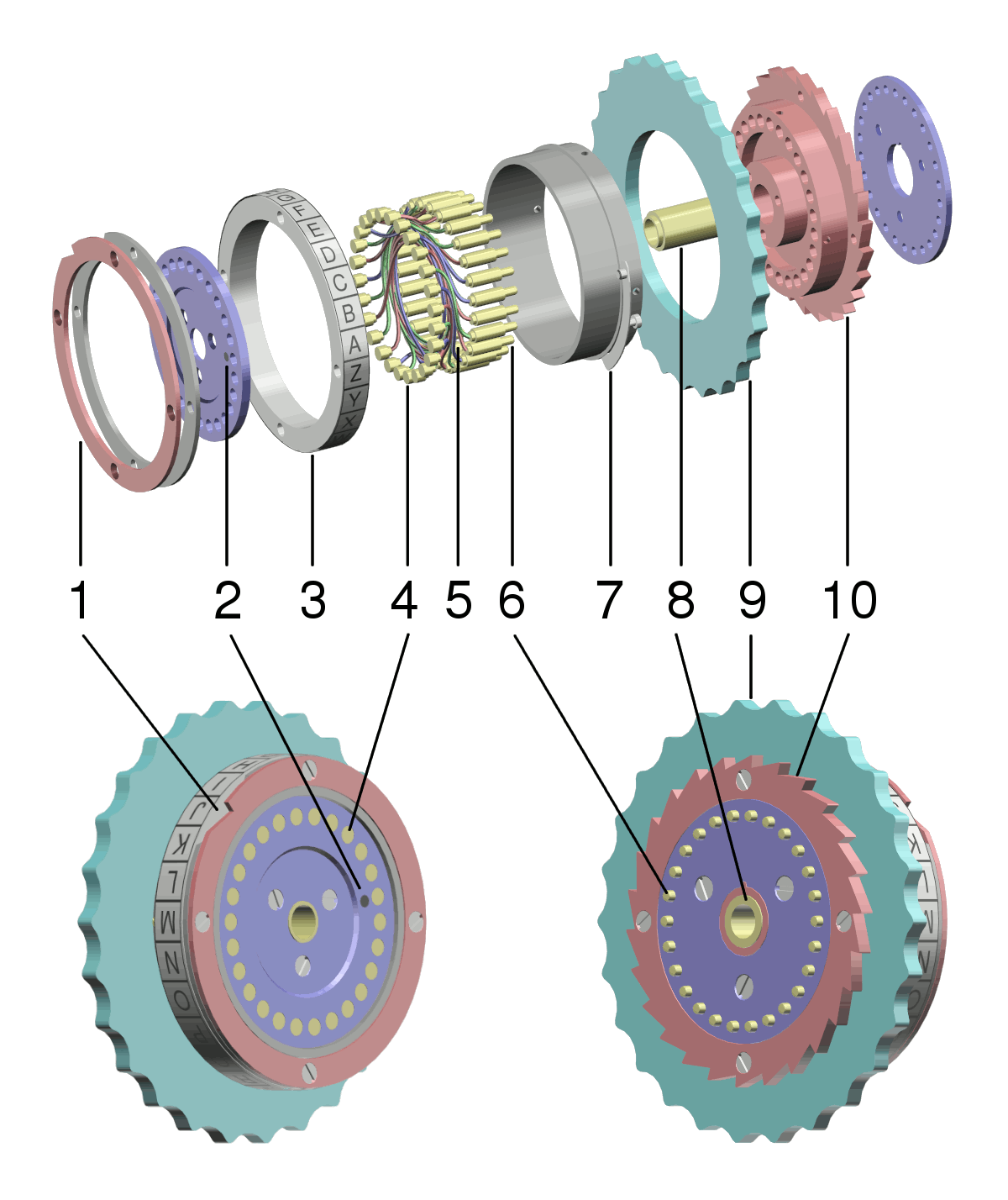
Enigma機的爆炸圖

轉子機械（rotor machine）是密码学中機電的流密码設備，可以用於訊息的加密和解密。轉子機械是當時最先進的加解密設備：在1920年代到1970年代廣為使用。最著名的是德國的恩尼格玛密码机，後來被二次大戰中被同盟國所破解，盟軍的情報部門將破解出來的密碼稱為ULTRA。

## 外部連結
- Site with cipher machine images, many of rotor machines （页面存档备份，存于）
- Rotor machine photographs （页面存档备份，存于）
- Timeline of Cipher Machines （页面存档备份，存于）